# Cuproxena fintana
Cuproxena fintana es una especie de polilla del género Cuproxena, familia Tortricidae.
Fue descrita científicamente por Brown en 1991.